# Los Angeles Sparks

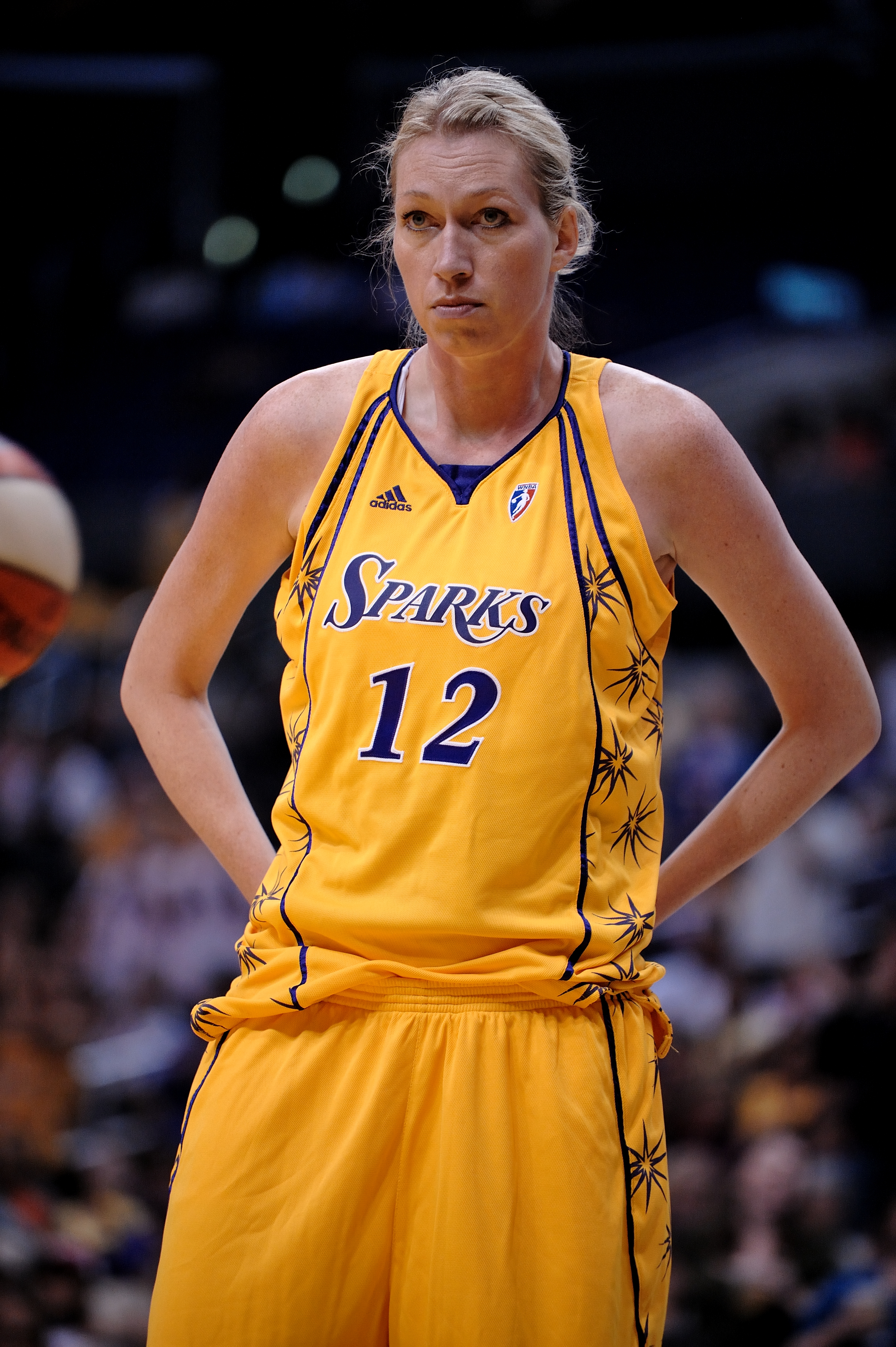
Margo Dydek jogando pelo Sparks.

O Los Angeles Sparks é uma equipe de basquete feminino da WNBA sediada em Los Angeles, Califórnia. Uma das equipes originais da liga em sua criação, em 1997, o Sparks era equipe-irmã do Los Angeles Lakers - embora a família Buss tenha vendido o Sparks em 2006, e atualmente a equipe é de propriedade dos mesmos donos do Los Angeles Dodgers. A equipe manda seus jogos na Crypto.com Arena. O Sparks foi tricampeão da liga em 2001, 2002 e 2016.
Em 2016, lideradas por Candace Parker que recebera o prêmio de MVP das Finais, as Sparks foram tricampeãs da WNBA, após fechar uma série decisiva contra o Minnesota Lynx em 3 a 2. 